# Consolidarea ideilor într-o comunitate
Consolidarea ideilor într-o comunitate este un fenomen social, în care un concept sau o idee sunt afirmate în mod repetat într-o comunitate, indiferent dacă în sprijinul acelei idei au fost prezentate suficiente dovezi empirice sau nu. În timp, conceptul sau ideea este întărită și devine o credință puternică în mintea multor oameni și poate fi considerată de către membrii comunității ca fapt dovedit. Adesea, un concept sau o idee pot fi ulterior consolidate prin publicații în mass-media, cărți sau alte mijloace de comunicare. Enunțul Milioane de oameni nu pot să greșească toți indică o tendință comună de a accepta o idee fără discuții, care de multe ori ajută la acceptarea pe scară largă a legendelor urbane, mituri și zvonuri. 

## În România
Un caz special și specific poporului român este populația din Basarabia care după câteva secole de rusificare, în procente semnificative, au acceptat conceptul fals ca ei sunt moldoveni și vorbesc limba moldovenească. Exemplul nu este valabil pentru românii din Transilvania care au stat sub dominație străină aproape un mileniu.

## Implementare
Consolidarea ideilor într-o comunitate funcționează atât pentru concepte sau idei adevărate cât și false.